# Aleksandrowo (gmina Lelis)
Aleksandrowo – wieś sołecka w Polsce położona w województwie mazowieckim, w powiecie ostrołęckim, w gminie Lelis.

## Historia
W latach 1921–1939 wieś leżała w województwie białostockim, w powiecie ostrołęckim, w gminie Dylewo, a od 1931 w gminie Kadzidło.
Według Powszechnego Spisu Ludności z 1921 roku wieś zamieszkiwało 155 osób w 28 budynkach mieszkalnych. Miejscowość należała do parafii rzymskokatolickiej w m. Ostrołęce. Podlegała pod Sąd Grodzki w Myszyńcu i Okręgowy w Łomży; właściwy urząd pocztowy mieścił się w m. Kadzidło.
W wyniku agresji niemieckiej we wrześniu 1939 wieś znalazła się pod okupacją niemiecką. Od 1939 do wyzwolenia w 1945 włączona w skład Landkreis Scharfenwiese, rejencji ciechanowskiej Prus Wschodnich III Rzeszy.
W latach 1975–1998 miejscowość administracyjnie należała do województwa ostrołęckiego.
Od 1 stycznia 2016 roku Aleksandrowo istnieje jako samodzielne sołectwo – zostało wyodrębnione z istniejącego sołectwa Obierwia. Tym samym powiększyło liczbę sołectw należących do gminy Lelis z 22 do 23.